# Fini de jouer
Pour plus de détails, voir Fiche technique et Distribution.
Fini de jouer (The Kid Detective) est une comédie dramatique canadienne écrite et réalisée par Evan Morgan avec Adam Brody, Sophie Nélisse, Wendy Crewson, Sarah Sutherland et Tzi Ma sortie en 2020.                                                                     

## Synopsis
Abe Applebaum était une célébrité locale en tant qu'« enfant détective », résolvant des mystères mineurs et des crimes pour les habitants de la ville de Willowbrook. Quand il avait douze ans, son amie proche, Gracie Gulliver, a disparu. Ni son enquête, ni celle de la police, n'ont permis de la retrouver, le laissant traumatisé. 
Maintenant âgé de 32 ans, Abe continue de diriger son agence de détectives, en dépit de l'inquiétude de sa famille et des moqueries de ses pairs pour son incapacité à grandir. Déprimé par une entreprise qui bat de l'aile et le manque de respect envers lui, il abuse de l'alcool et de la drogue. Un jour, une lycéenne orpheline nommée Caroline lui demande d'enquêter sur la mort de son petit ami, Patrick Chang. Abe décide d'affronter les démons de son passé et de découvrir qui est l'assassin de Chang,.

## Fiche technique
- Titre original : The Kid Detective
- Titre français : Fini de jouer
- Réalisation et scénario : Evan Morgan
- Musique : Jay McCarroll
- Production : Jonathan Bronfman, William Woods
- Décors : Jennifer Morden
- Montage : Curt Lobb
- Photographie : Michael Robert McLaughlin
- Sociétés de production : Woods entertainment ; JoBro productions
- Pays d'origine : Canada
- Genre : Comédie dramatique, comédie noire, film à énigme
- Date de sortie :
  - France : 21 mars 2021. Film interdit aux moins de 12 ans lors de sa sortie en VOD en France.

## Distribution
- Adam Brody : Abe Applebaum
- Sophie Nélisse : Caroline
- Tzi Ma : M. Chang
- Peter MacNeill : Erwin
- Maurice Dean Wint : officier Cleary
- Jonathan Whittaker : M. Applebaum
- Wendy Crewson : Mme Applebaum
- Sarah Sutherland : Lucy
- Kaitlyn Chalmers-Rizzato : Gracie Gulliver

## Production

### Tournage
Le tournage a eu lieu à North Bay, Ontario, au Canada.

### Sortie
En octobre 2020, Stage 6 films a acquis les droits de distribution du film et l'a sorti en salles aux États-Unis le 16 octobre 2020. Il est sorti le 20 novembre de la même année au Royaume-Uni. En France, le film est sorti directement en VOD.
Fini de jouer a été projeté au Festival international du film de Toronto 2020.

### Accueil
Sur l'agrégateur du site américain Rotten Tomatoes, Fini de jouer obtient un taux de 84 pour cent sur 64 avis. Sur Metacritic, il obtient 74 bonnes critiques sur 100.